# توبقال
توبقال هو أعلى قمة في سلسلة جبال الأطلس ويقع في جنوب غرب المغرب. وهو أعلى قمة جبلية في المغرب وشمال أفريقيا والوطن العربي وسابع أعلى قمة في أفريقيا بارتفاع يبلغ 4167 مترًا (13,671 قدمًا). ينتمي جبل توبقال إلى سلسلة جبال الأطلس الكبير ويقع في جزئها الغربي. يوجد داخل متنزه توبقال الوطني الذي تبلغ مساحته 380 كم² ضمن إقليم الحوز، على بعد 82 كم جنوب مدينة مراكش.[بحاجة لمصدر]

## تسمية
الفرضية المحتملة في التسمية الشائعة الحالية للجبل هي أن توبقال تحريف، حدث خلال فترة الحماية الفرنسية، لإسم الموقع لدى الساكنة المحلية التي تعني «التي تشرف على الأرض من أعلى»، وذلك لأن تسمية الجبل مؤنثة بالأمازيغية.[بحاجة لمصدر]
يشار إليه أيضا بتسمية تيزي ن توݣ أکال، بإضافة كلمة «تيزي» التي تعني الممر الجبلي.[بحاجة لمصدر]
يسمى الجبل أيضا في المنطقة باسم «أدرار ن درن» Adrar n’Dern والتي تعني جبل البلوط.

## تاريخ
عبر التاريخ، كانت للقمم العليا للأطلس الكبير قيمة مقدسة وروحية لدى المغاربة القدامى، ومما يؤكد ذلك العدد الكبير للنقوش الحجرية المتواجدة في أعلى قمم الجبال التي يرجح أنها تشير إلى مواقع عبادات وثنية قديمة.

## جغرافيا
على الرغم من أن معظم جبال الأطلس الكبير تتكون من صخور رسوبية، إلا أن كتلة توبقال عبارة عن منطقة من الصخور البركانية التي شكلت قمم جبال الألب، وتقطعها وديان عميقة وضيقة. إلى الجنوب، ينحدر الجبل بشكل حاد لمسافة 1800 متر (5906 قدم) إلى بحيرة صغيرة تسمى لاك دافني. إلى الغرب، تتميز حافة الجبل بممر تيزي نونمس على ارتفاع 3664 مترًا (12021 قدمًا). من هذا الممر ترتفع سلسلة الجبال من الغرب إلى الجنوب إلى غرب توبقال، والتي تشكل كتفًا على ارتفاع 4,020 مترًا (13,189 قدمًا) قبل أن تستمر إلى القمة على ارتفاع 4,167 مترًا (13,671 قدمًا).
يصب الجانبان الشمالي والغربي من توبقال حتى وادي ميزان، الذي يقع عند رأسه ممري تيزي نونمس وتيزي نواغان. يوجد واديان معلقان على الجانب الغربي من الجبل - إيخيبي نورد وجنوب إيخيبي، يوفران وصولاً سهلاً للمتنزهين والمتسلقين للوصول إلى قمة توبقال. في وقت ما، كان الوادي الشمالي يوفر الطريق الطبيعي للصعود، ولكن بناء كوخ جبلي من قبل نادي جبال الألب الفرنسي أسفل إخيبي سود يشجع الآن المتنزهين على الصعود عبر الطريق الجنوبي بدلاً من ذلك.

## الوصول
تحظى توبقال بشعبية كبيرة بين المتنزهين ومتسلقي جبال التزلج، ولكنها أقل شهرة بين المتسلقين، على الرغم من سهولة الوصول إليها ومناخها المشمس. عادة ما يقترب المتنزهون من الجبل من مراكش عبر قرية إمليل. ويمكن استئجار مرشدين مؤهلين، وكذلك حمّالين، لنقل المعدات والإمدادات الغذائية إلى أعلى الجبال. إنه ارتفاع معتدل والملاحة ليست مشكلة.
يبدأ الطريق العادي بالمشي إلى قرية أرومد. وبعد أرومد، يتم عبور سهل فيضاني ويتبع الطريق المنحدر الأيسر للوادي باتجاه الجنوب. ينحني الوادي شرقًا إلى مستوطنة سيدي شمهاروش الصغيرة، التي نمت حول ضريح إسلامي. في سيدي شمهاروش، يؤدي المسار فوق النهر ويمتد بشكل حاد صعودًا إلى الجانب الأيمن من وادي إيسوجوان، مما يؤدي إلى ملجأين مبنيين بالحجارة (ملجأ توبقال وملجأ الموفلون) غالبًا ما يستخدمان كمخيم أساسي على ارتفاع 3207 مترًا.

## سياحة
للوصول إلى قمة توبقال يجب المرور بأسني ثم إمليل حيث تنتهي الطريق الرئيسية، ومن بعدها تكمل طريقك راجلا إلى منطقة إسمها شمهروش حيث يوجد بعض المقاهي التقليدية والمطاعم، ثم تكمل الطريق بعدها إلى مأوى توبقال حيث يمكنك قضاء الليل بعد صعوبة مشقة الطريق، وبالصباح الباكر يمكنك مواصلة الطريق إلى القمة في حدود ساعتين من الطريق.[بحاجة لمصدر]

## الطرق
أول صعود مسجل كان في 12 يونيو 1923 من قبل ماركيز دي سيجونزاك وفنسنت بيرغر وهيوبرت دولبو، ولكن من المحتمل أن يكون قد تم تسلق الجبل قبل ذلك التاريخ. تم قياس ارتفاع توبقال في العام التالي، وتم تحديده على أنه 4,165 مترًا (13,665 قدمًا) ويبلغ ارتفاع توبقال حاليًا 4,167 مترًا، وتتوج القمة بعلامة مثلثية معدنية هرمية كبيرة، وتوفر إطلالات على معظم جبال الأطلس والأطلس الصغير.
في الصيف يمكن أن تكون الجبال جافة جدًا، ولكنها تتعرض في بعض الأحيان للعواصف. على الرغم من أن درجة الحرارة يجب أن تظل أعلى من الصفر خلال النهار، إلا أن ظروف التجمد ممكنة على ارتفاعات تزيد عن 3500 مترًا. في فصل الشتاء، تغطى الجبال بالثلوج والجليد، ويمكن أن تكون عرضة للانهيارات الثلجية. التزلج ممكن لأن الثلوج يمكن أن تمتد إلى عمق كبير وتغطي العديد من المنحدرات الصخرية. يمكن الحصول على معلومات حول حالة الطريق من مكاتب السياحة في مراكش أو إمليل.
1) إخيبي سود Ikhibi Sud (طريق عادي). من ملجأ توبقال، يقطع طريق مجرى النهر، ويصعد ركام حصى شديد الانحدار نحو الشرق ويدخل في وادي معلق، ثم يصعد منحدرًا شديد الانحدار آخر للوصول إلى ممر جبلي (تيزي وتوبقال على ارتفاع 3940 مترًا). عند الممر يتجه الطريق يسارًا صعودًا إلى المنحدرات السهلة إلى قمة جبل توبقال الضيقة.
يعتبر الصعود خلال فصل الصيف (من شهر مايو) غير تقني ولكنه صعب إلى حد ما، ولا يتعقد إلا بسبب المنحدرات الشديدة والزلقة وداء المرتفعات. مطلوب أحذية قوية وملابس مناسبة (مقاومة للرياح)، كما أن أعمدة الرحلات مفيدة في ركام الحصى. قد تكون هناك حاجة إلى فأس جليدي على حقول الثلج المتبقية في أوائل الصيف. ويكون الصعود في نهاية فصلي الشتاء والربيع (فبراير/آذار) أكثر صعوبة. الأشرطة (Crampons) ضرورية للصعود عبر الثلج (وفي بعض الحالات الجليد). الصعود: 960 م (3150 قدمًا)؛ يستغرق 2.5 –3 ساعات.
2) إخيبي نورد (Ikhibi Nord) وهو أقل استخدامًا من إخيبي سود، لكنه أسهل من الناحية الفنية. يبدأ الطريق على مسافة ما أسفل الوادي من ملجأ توبقال، وينعطف يمينًا (شرقًا) ليتبع مسارًا صعودًا عبر الوادي المعلق إلى ممر جبلي على الجانب الشمالي من توبقال. الصعود: 1000 متر (3281 قدمًا)؛ 3-4 ساعات. يتيح الممر أيضًا الوصول إلى القمم المجاورة لإيموزار 4010 م (13156 قدمًا) وتبهرين 3887 م (12753 قدمًا).
3) التلال الغربية والشمالية الغربية (ONO Arete). (الصعود الأول بواسطة J de Lepinay and Party عام 1936). نادرًا ما يتم تسلقها، ولكنه طريق طويل وممتع يحتوي على العديد من الفجوات والأبراج. يمكن تجنب بعض الصعوبات عن طريق الهبوط. المستوى الثالث/الرابع (III/IV) يحتاج 7 ساعات.

في 17 ديسمبر 2018، قُتل اثنان من المتنزهين، من الدنمارك والنرويج، في ما يُعرف بـجريمة شمهروش بالقرب من أسفل المسار في هجوم ذي صلة بالإرهاب.

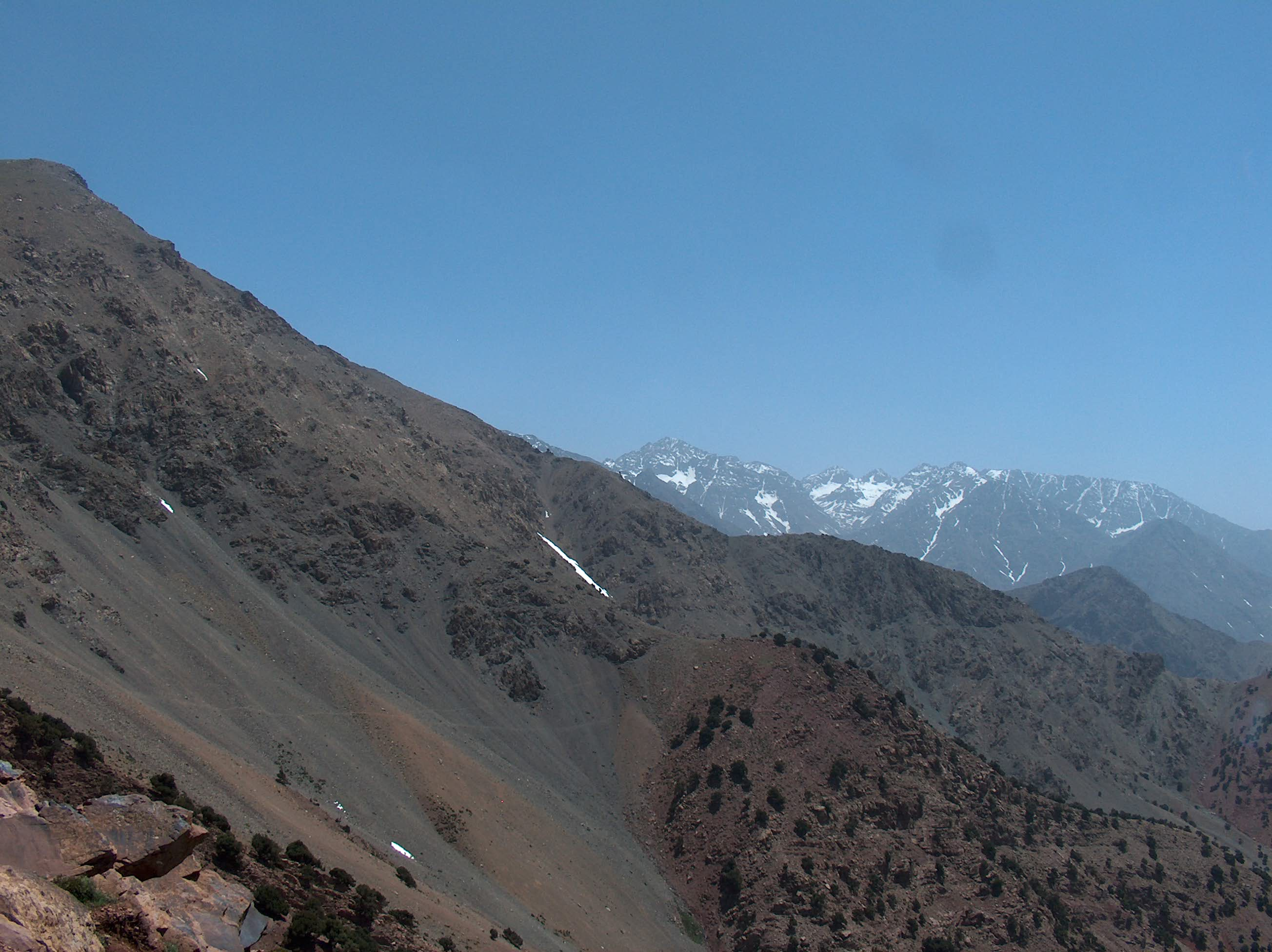
لقطة لجبل توبقال في الأفق من قمة أخرى في جبال الأطلس الكبير

## معرض صور

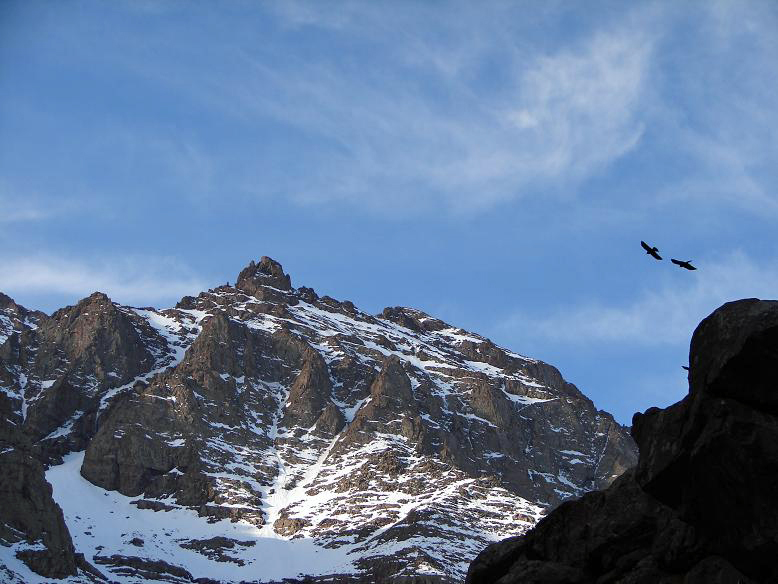
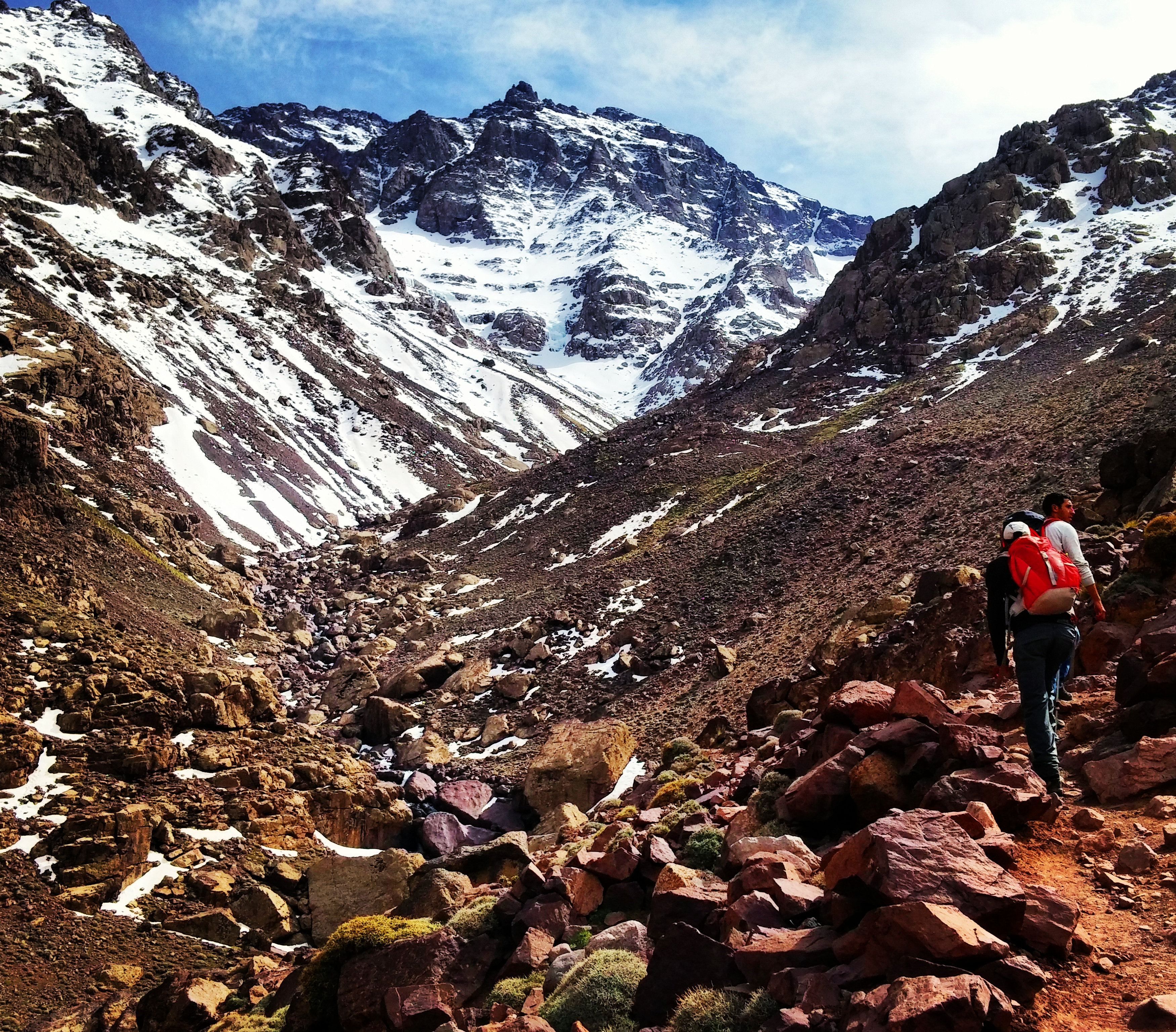
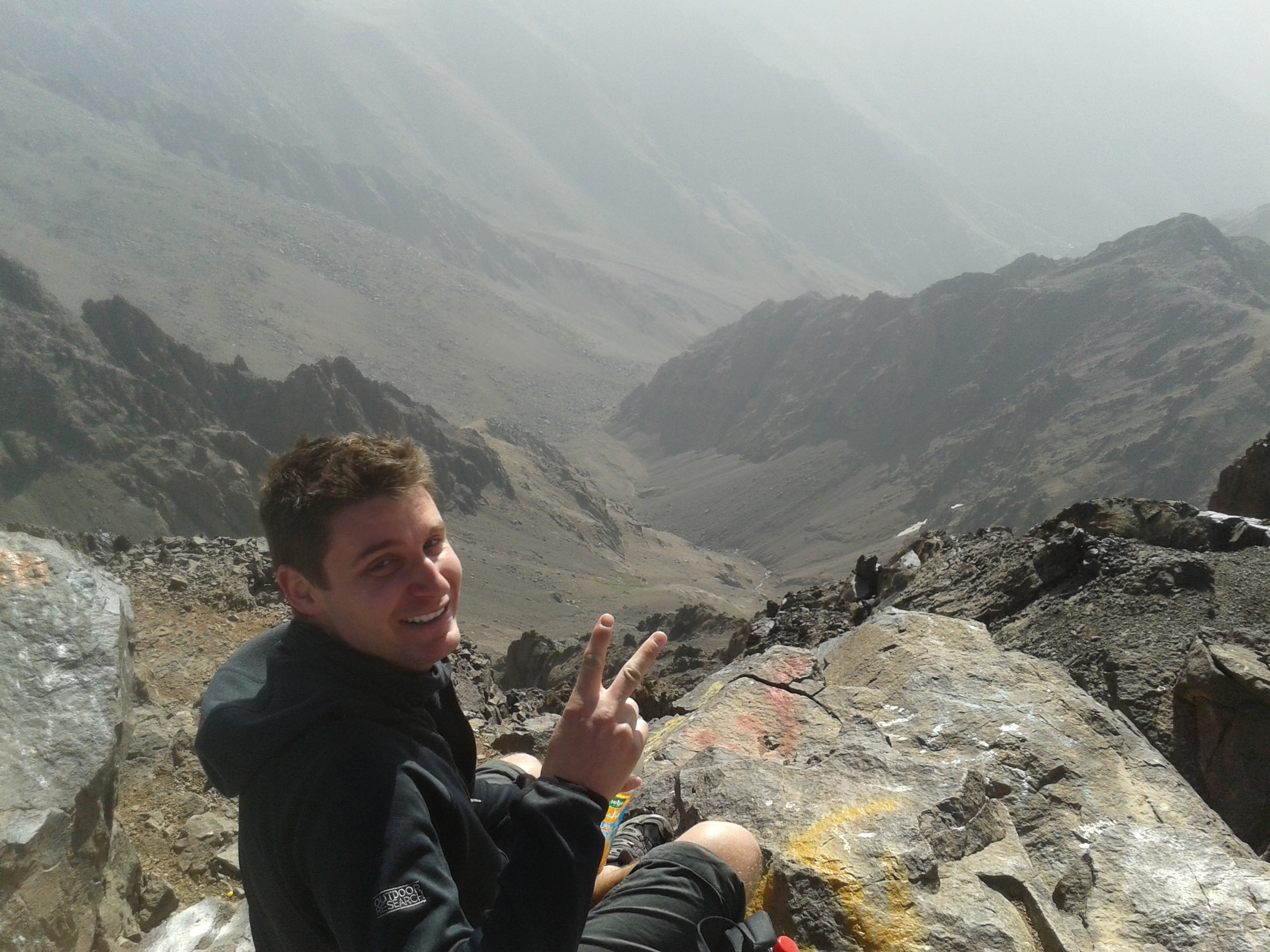
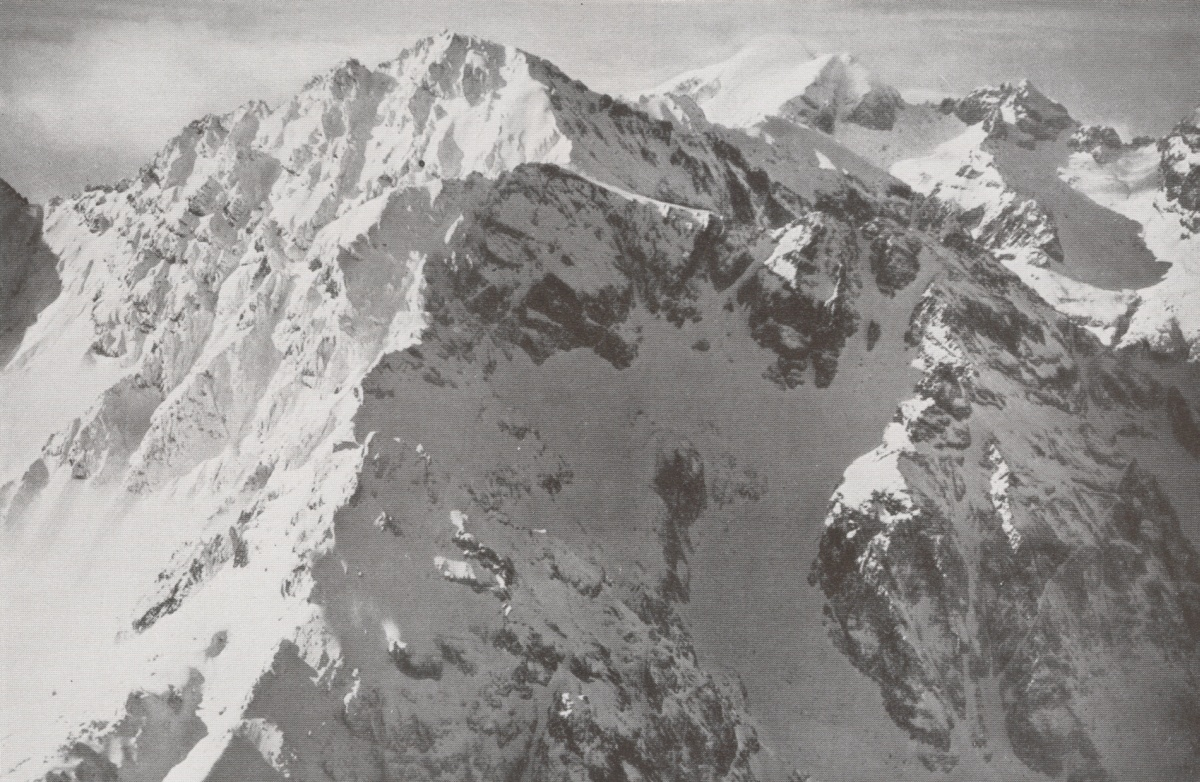

## هوامش
1. ↑  رسوم أخرى مغايرة للاسم: توبقال، طُبقال، طوبقال، تُبكال، توبكال.

## وصلات خارجية
- Mountain Climbing and Jbel Toubkal
- Summitpost.org صفحة عن جبل توبقال
- صور من الفضاء عبر Google Maps
- Atlas Mountains